# Ula succincta
Ula succincta är en tvåvingeart som beskrevs av Alexander 1933. Ula succincta ingår i släktet Ula och familjen hårögonharkrankar. Inga underarter finns listade i Catalogue of Life.